# مايكه شميلزر
مايكه شميلزر (بالألمانية: Meike Schmelzer) مواليد 19 يوليو 1993 في فيسبادن، هي لاعبة كرة يد ألمانية تلعب كمحور. مثلت منتخب ألمانيا لكرة اليد للسيدات.

## سجل المنافسة
شاركت في البطولات التالية:
- بطولة العالم لكرة اليد للسيدات 2015
- بطولة أوروبا لكرة اليد للسيدات 2016

## روابط خارجية
- مايكه شميلزر على موقع الاتحاد الأوروبي لكرة اليد (الإنجليزية)